# گلیکوکونژوگه

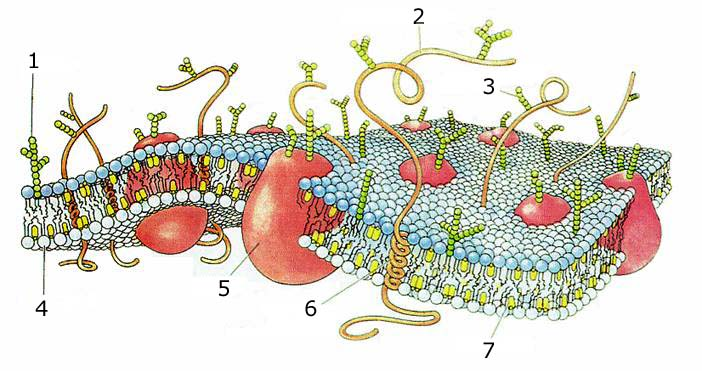
نقاشی از گلیکوکونژوگه‌ها

گلیکوکونژوگه‌ها (انگلیسی: Glycoconjugates) ترکیبات کربوهیدراتی هستند که با پیوند کووالانسی به مواد شیمیایی دیگر همچون پروتئین‌ها، پپتیدها، لیپیدها و ساکاریدها متصلند. این اتصال از طریق فرایندی موسوم به گلیکوزیلاسیون انجام می‌شود.
گلیکوکونژوگه‌ها نقش بسیار مهمی در زیست‌شناسی دارند و ترکیبات گوناگونی نظیر گلیکوپروتئین، گلیکوپپتید، پپتیدوگلیکان، گلیکولیپید، گلیکوزید و لیپوپلی ساکارید را شامل می‌شوند.
این ترکیبات در پیغام‌رسانی‌های مابین دو سلول، شناسایی سلولی و فرایند سم‌زدایی سلولی مؤثرند.
لازم است ذکر شود، با آنکه ملکول‌های دی‌ان‌ای، آران‌ای، آدنوزین تری‌فسفات، آدنوزین مونوفسفات حلقه‌ای، گوانوزین مونوفسفات حلقوی، نیکوتین‌آمید آدنین دی‌نوکلئوتید، نیکوتین‌آمید آدنین دی‌نوکلئوتید فسفات و کوآنزیم آ همگی در ساختمان‌شان دارای یک بخش کربوهیدراتی هستند، اما جزء گلیکوکونژوگه‌ها به‌حساب نمی‌آیند.
در سال ۲۰۲۱، گلیکوRNAها برای اولین بار مشاهده شدند.